# Kenneth Anger
Kenneth Anger (nascido Kenneth Wilbur Anglemeyer, 3 de fevereiro de 1927 – Yucca Valley, 11 de maio de 2023) foi um cineasta underground, autor e ator. Célebre por seus filmes experimentais, sem tentativa de alcançar sucesso comercial, ele se especializou apenas em curtas-metragens — tendo realizado, desde 1937, mais de quarenta filmes, o que fez com que ganhasse fama como um dos mais influentes cineastas de filmes independentes na história do cinema.
Muito frequentemente, os seus filmes misturam elementos do surrealismo com homoerotismo e ocultismo. Os seus filmes também já foram descritos como "conteúdos de erótica, documentário, psicodrama e espetáculo". Anger descreveu a si mesmo como sendo "um dos primeiros cineastas homossexuais dos Estados Unidos e, certamente, o primeiro a trabalhar com a homossexualidade de forma nada discreta". Alguns de seus principais filmes homoeróticos, tais como Fireworks (1947) e Scorpio Rising (1964), foram produzidos em pró da legalização da homossexualidade nos Estados Unidos. Ele também se concentrou bastante em temas do ocultismo, tornando-se obcecado pelo famoso ocultista inglês Aleister Crowley (mais tarde, tornaria-se também seguidor da Thelema, a religião de Aleister Crowley). Esta influência é bastante evidente em filmes como Inauguration of the Pleasure Dome (1954), Invocation of My Demon Brother (1969) e, principalmente, Lucifer Rising (1972).
Anger disse que os cineastas franceses Auguste e Louis Lumière e Georges Méliès são suas influências, e disse também que eles foram uma forte influência nos trabalhos de cineastas contemporâneos, como Martin Scorsese, David Lynch e John Waters. Ele disse também que causou "um impacto profundo no trabalho de muitos cineastas e artistas".
Durante os anos 60 e 70, ele trabalhou e se associou com diversos famosos da cultura popular e do ocultismo, incluindo Anton LaVey (o fundador da Igreja de Satã), o sexologista Alfred Kinsey, o artista Jean Cocteau, o roteirista Tennessee Williams e músicos como Mick Jagger, Keith Richards, Jimmy Page e Marianne Faithfull.
Kenneth Anger é também o autor de best-sellers controversos como Hollywood Babylon (1959) e sua sequência Hollywood Babylon II (1986), no qual ele expõe vários rumores e segredos sobre as celebridades de Hollywood.

## Vida pessoal e morte
Kenneth Anger gostava de privacidade e sempre foi extremamente individual, porém isso não o impediu de conceder entrevistas no decorrer dos anos. Em 2008, um entrevistador chamado David Wingrove, o descreveu como sendo "uma diversão. Gentil, de fala mansa, impecavelmente bronzeado, e que ele se parece duas décadas mais novo, e não um homem de 78 anos". Por outro lado, em algumas entrevistas, ele se recusou a dar algumas informações pessoais, como, por exemplo, revelar porque ele mudou o seu nome de Anglemeyer para Anger. Ele disse ao entrevistador: "Você está sendo impertinente. O meu passaporte diz Anger, e isso é tudo que você precisa saber. Eu ficaria longe disso se fosse você."
Anger foi homossexual assumido. Ele também brincou dizendo que achava que era a favor da KKK, o que levantou um tópico de racismo. Ele também apoiou o Movimento para a independência do Tibete.
Anger morreu em 11 de maio de 2023, aos 96 anos, no Yucca Valley.

## Filmografia
| Ano       | Título                            | Duração                        | Outras Informações |
| --------- | --------------------------------- | ------------------------------ | --- |
| 1937      | Ferdinand the Bull                |                                | Filme perdido |
| 1941      | Who Has Been Rocking My Dreamboat | 7 mins.                        | Um filme mudo e preto-e-branco, no qual Anger filmou doze crianças em Santa Mônica, na Califórnia, intercalando imagens de guerra e destruição à filmagem, que termina quando uma névoa preenche todo o cenário e todas elas caem, aparentemente mortas.                                                      |
| 1941–42   | Tinsel Tree                       | 3 mins.                        | Um filme mudo e preto-e-branco, no qual Anger, pessoalmente, aparece. |
| 1942      | Prisoner of Mars                  | 11 mins.                       | Um filme mudo e preto-e-branco, que mistura ficção científica com o antigo mito grego do Minotauro. |
| 1943      | The Nest                          | 20 mins.                       | Um filme mudo e preto-e-branco, no qual um irmão (interpretado por Bob Jones) e uma irmã (interpretada por Jo Whittaker) estão examinando espelhos quando uma terceira pessoa (Dare Harris) aparece, fazendo eles reagirem violentamente um com o outro.                                                      |
| 1944      | Demigods (Escape Episode)         | 35 mins.                       | Um filme mudo e preto-e-branco, baseado no antigo mito grego de Andrômeda, no qual uma garota (Marilyn Granas) é aprisionada nas ruínas de uma igreja neogótica, vigiado por diversos fanáticos religiosos, até que ela é salva por um garoto (Bob Jones), que representa Perseu.                             |
| 1945      | Drastic Demise                    | 5 mins.                        | Um filme mudo e preto-e-branco, no qual Kenneth Anger, em Hollywood, filma o Dia V-J. |
| 1946      | Escape Episode                    | 27 mins.                       | Uma versão encurtada de Demigods (Escape Episode), que mostra um poema de Alexander Scriabin sobre o Ecstasy, sobreposto ao barulho de pássaros, vento e mar. |
| 1947      | Fireworks                         | 15 mins.                       | Filmado em preto-e-branco, este filme é um trabalho homoerótico visto através dos olhos do protagonista, interpretado pelo próprio Kenneth Anger. |
| 1949      | Puce Moment                       | 6 mins.                        | Filmado em cores, o filme mostra Yvonne Marquis em sua casa, no papel de uma celebridade. A música é de Jonathan Halper, e o filme termina com Yvonne Marquis experimentando perfumes e vestidos. |
| 1949      | The Love That Whirls              | Desconhecido                   | Influenciado pelo texto antropológico de James Frazer, o filme se concentra na civilização asteca, e mostra um jovem que é escolhido para ser rei por um ano antes de ser sacrificado em um ritual. Devido ao seu tema e conteúdo explícito, que mostra nudez, o filme foi destruído pela Eastman-Kodac.      |
| 1950      | Rabbit's Moon                     | 16 mins (1972) e 7 mins (1979) | Filmado em 35 mm, o filme mostra uma pequena clareira arborizada, onde vive um palhaço. Esse palhaço decide então ir para a lua, onde vive um coelho. |
| 1951–52   | Les Chants de Maldoror            | Desconhecido                   | Filme baseado na novela Le Comte de Lautreamont, de Isidore Ducasse. |
| 1953      | Eaux d'Artifice                   | 12 mins.                       | |
| 1953      | Le Jeune Homme et la Mort         | Desconhecido                   | Baseado numa peça de Jean Cocteau, este filme mudo e preto-e-branco traz Jean Babilee (no papel do jovem), e Nathalie Philipart (no papel da morte). Foi filmado em 16 mm, pois os produtores queriam conseguir fundos para versão uma versão colorida em 35 mm. Entretanto, esta ideia nunca se concretizou. |
| 1954      | Inauguration of the Pleasure Dome | 38 mins.                       | |
| 1955      | Thelema Abbey                     | 10 mins.                       | Um documentário sobre o mosteiro de Thelema de Aleister Crowley, em Sicília. |
| 1961      | L'Histoire d'O                    | 20 mins.                       | Baseado na novela A História de O, de 1954, escrita por Pauline Réage. |
| 1963      | Scorpio Rising                    | 29 mins.                       | |
| 1965      | Kustom Kar Kommandos              | 3 mins.                        | Filme colorido. |
| 1969      | Invocation of My Demon Brother    | 12 mins.                       | |
| 1970–1980 | Lucifer Rising                    | 29 mins.                       | |
| 1976      | Senators in Bondage               |                                | Filme perdido. |
| 1977      | Matelots en Menottes              |                                | Filme perdido. |
| 1979      | Denunciation of Stan Brakhage     | 7 mins.                        | Filme perdido. |
| 2000      | Don't Smoke That Cigarette!       |                                | |
| 2002      | The Man We Want to Hang           | 12 mins.                       | |
| 2004      | Anger Sees Red                    | 4 mins.                        | |
| 2004      | Patriotic Penis                   |                                | |
| 2005      | Mouse Heaven                      | 11 mins.                       | Uma montagem de memorabilia de Mickey Mouse, dos anos 20 aos anos 30, acompanhado por uma música de jazz. |
| 2007      | Elliott's Suicide                 | 15 mins.                       | |
| 2007      | I'll Be Watching You              | 5 mins.                        | |
| 2007      | My Surfing Lucifer                | 4 mins.                        | Filme colorido, porém sem áudio. |
| 2008      | Death                             | 42 secs.                       | |
| 2008      | Foreplay                          | 7 mins.                        | |
| 2008      | Ich Will!                         | 35 mins.                       | |
| 2008      | Uniform Attraction                | 21 mins.                       | |
| 2010      | Missoni                           | 2 mins. 32 secs.               | |